# .fm
fm. هو امتداد خاص بالعناوين الإلكترونية (نطاق) domain للمواقع التي تنتمي إلى ميكرونيزيا، وهي دولة جزرية مستقلة تقع في المحيط الهادئ.